# Izmirictis
Izmirictis — вимерлий рід котовидих ссавців. Скам'янілості знайдено в таких країнах: Туреччина. Описано такі види: Izmirictis cani.